# Nouvelle Chance
Ne doit pas être confondu avec Une nouvelle chance.
Pour plus de détails, voir Fiche technique et Distribution.
Nouvelle Chance est un film français réalisé par Anne Fontaine, sorti en 2006.
Il s'agit du 3e film d'Anne Fontaine avec le personnage atypique d'Augustin (Dos Santos), interprété par Jean-Chrétien Sibertin-Blanc, le frère cadet d'Anne.

## Synopsis
Augustin, clown lunaire, occupe, comme emploi alimentaire, une place de garçon de piscine au Ritz. Mais sa vraie vocation est d'interpréter des spectacles inspirés du théâtre nô japonais qu'il présente dans des comités d'entreprises ou des maisons de retraite. À l'occasion d'une de ses représentations il fait la connaissance d'Odette Saint-Gilles, venue le féliciter. Cette ancienne chanteuse d'opérette, totalement oubliée, s'ennuie terriblement. De ce moment, Augustin se met en tête de monter une pièce inspirée de la correspondance de Madame du Deffand et Julie de Lespinasse. Odette, amusée, accepte. Il ne reste plus qu'à trouver sa partenaire. Ce sera Bettina Fleisher, héroïne d'un feuilleton télévisé...

## Fiche technique
- Titre : Nouvelle Chance
- Réalisation : Anne Fontaine
- Scénario : Anne Fontaine et Julien Boivent
- Production : Philippe Carcassonne et Pascal Houzelot
- Photographie : Caroline Champetier
- Montage : Isabelle Dedieu
- Décors : Pascale Consigny
- Son : Jean-Claude Laureux
- Costumes : Tess Hammami
- Pays d'origine :  France
- Format : couleur
- Genre : comédie dramatique
- Durée : 90 minutes
- Date de sortie : 2006 (France)
- Dates de sortie :
  -  France : 24 mai 2006 (Festival de Cannes) ;
  -  France : 5 juillet 2006 (en salles) ;
  -  Belgique : 10 janvier 2007.

## Distribution
- Danielle Darrieux : Odette Saint-Gilles
- Arielle Dombasle : Bettina Fleischer
- Jean-Chrétien Sibertin-Blanc : Augustin Dos Santos
- Andy Gillet : Raphaël
- Christophe Vandevelde : Franck
- Michel Baudinat : le prêtre
- Katsuko Nakamura : Kumiko
- Øystein Singsaas : Monsieur Wulka
- Mariana Otero : Madame Da Costa
- Philippe Storez : Philippe
- Xavier Morineau : l'employé du Ritz
- Oscar Reillier : le barman du Ritz
- Nabil Massad : le client du Ritz
- Poundo Gomis : fille casting 1
- Vanessa Navarro : fille casting 2
- Elisabeth Partouche : fille casting 3
- Johanna Suo : 'la secrétaire
- Adrien de Van : nouveau bénévole foyer
- Henri Derman : l'ophtalmo
- Paul-Dao Zhang : le fils d'Augustin
- Hanako-Lale Cetin : la fille d'Augustin
- Jack Lang : lui-même
- Josée Dayan : elle-même
- Dominique Besnehard : lui-même
- Marc Lambron : lui-même

## Autour du film
Sauf indication contraire, les informations mentionnées dans cette section peuvent être confirmées par le générique de fin de l'œuvre audiovisuelle présentée ici, ainsi que par la base de données cinématographiques IMDb,  présente dans la section « Liens externes ».
- Une anecdote : Arielle Dombasle a réellement pris Michel Baudinat pour un prêtre au cours du tournage ![réf. nécessaire]
- La chanson chantée par Danielle Darrieux lors de son anniversaire est La Folle Complainte de Charles Trenet.